# Miguel Tarcaniota
Miguel Tarcaniota (em grego: Μιχαήλ Ταρχανειώτης; romaniz.: Mikhael Tarchaneiotes; 1284) foi um aristocrata e general bizantino, ativo contra os turcos e nos Bálcãs de 1278 até sua morte por doença em 1284. Por sua esposa Maria, filha do mega-duque Aleixo Filantropeno, Miguel Tarcaniota teve três crianças: um filho de nome desconhecido a quem foi dado o título de protosebasto, uma filha de nome desconhecido que casou-se com Aleixo Raul e o famoso general e rebelde Aleixo Filantropeno, o Jovem.

## Biografia
Miguel Tarcaniota era o filho de Nicéforo Tarcaniota, grande doméstico de João III Ducas Vatatzes (r. 1221–1254) e Maria-Marta Paleóloga, a irmã mais velha de Miguel VIII Paleólogo (r. 1259–1261). Sua família apoiou a ascensão dos paleólogos ao trono, e o novo imperador recompensou Miguel e seu irmão mais novo Andrônico com altos títulos: Miguel foi feito protovestiário e Andrônico grande conostaulo.
Em 1278, depois de subir ao posto de grande doméstico, Miguel acompanhou seu primo, o jovem co-imperador Andrônico II Paleólogo (r. 1282–1328) em uma expedição contra os turcos na Ásia Menor. A campanha foi bem sucedida na expulsão dos turcos do vale do rio Meandro. Tarcaniota, sob ordens de Andrônico, reconstruiu, fortificou e repovoou a cidade de Trales, que o jovem governante pretendia renomear como Andronicópolis ou Paleolópolis. Alguns anos mais tarde, contudo, a cidade, mal abastecida com água e provisões, foi sitiada e tomada pelo bei de Mentexe.
Na primavera de 1281, Miguel liderou o exército bizantino que foi enviado para aliviar a cidade de Berati na Albânia, que estava sendo sitiada por um exército angevino. As tropas de Miguel capturaram o comandante angevino, Hugo, o Vermelho, em uma emboscada, quando então seu exército entrou em pânico e foi derrotado com grandes perdas pelos bizantinos. Em 1283, Miguel foi colocado por Andrônico II como o chefe da campanha contra João I Ducas. As forças de Miguel marcharam para a Tessália, onde se juntaram com uma frota bizantina e sitiaram a cidade portuária de Demétrias. A cidade caiu, porém um surto de uma epidemia (possivelmente malária), matou muitos soldados, incluindo Miguel, e forçou o restante do exército a se retirar.

## Nota
[a] ^  A linhagem de Miguel Tarcaniota foi esquematizada a partir das informações contidas no livro Medieval Lands: Byzantium 395-1057 de Charles Cawley.}}